# 和平河 (浰江)
和平河，位于中华人民共和国广东省和平县境内，是浰江左岸支流，发源于和平县北部的五指山，蜿蜒向南流经大坝镇和县城阳明镇，至合水镇汇入浰江。河长32千米，流域面积527平方千米。